# Сан-Джованни-Леонарди (титулярная церковь)
Сан-Джованни-Леонарди (лат. Titulus Sancti Ioannis Leonardi) — титулярная церковь была создана Папой Франциском 7 декабря 2024 года. Титул принадлежит церкви Сан-Джованни-Леонарди, расположенной в зоне Рима Торре Маура, на пьяцца деи Чиньи.

## Список кардиналов-священников титулярной церкви Сан-Джованни-Леонарди
- Тарцизий Исао Кикути, S.V.D. — (7 декабря 2024 — по настоящее время).